# Chrzczonki
Chrzczonki (prononciation : [ˈxʂt͡ʂɔnki]) est un village polonais de la gmina de Różan dans le powiat de Maków de la voïvodie de Mazovie dans le centre-est de la Pologne.
Il se situe à environ 4 kilomètres au nord de Różan (siège de la gmina), 20 kilomètres à l'est de Maków Mazowiecki (siège du powiat) et à 82 kilomètres au nord de Varsovie (capitale de la Pologne).
Le village possède une population de 94 habitants en 2012.

## Histoire
De 1975 à 1998, le village appartenait administrativement à la voïvodie d'Ostrołęka.